# Viken, tidens flyktiga minnen
Viken, tidens flyktiga minnen är en dikt av Erik Gustaf Geijer skriven till högtidlighållandet av 100-årsminnet av Karl XII:s död den 30 november 1818. 

## Historia
Director musices vid Uppsala universitet, Haeffner, arrangerade 1818 melodin ”Narvamarschen” för fyrstämmig manskör. 
På flera håll i Sverige högtidlighölls år 1818 minnet av Karl XII:s död, och studenterna vid Uppsala universitet samlades på torget i Uppsala för att i procession bege sig till domkyrkan där tal och musik framfördes. Under marschen framfördes ”Kung Carl XII:s marche”. 
Uppsalastudenten Johan Josef Pippingsköld skrev om körsången i ett brev hem till Åbo och hemförde den senare till Finland och den studentkör han bildade vid Åbo Akademi, och den kom att bli den första manskörssång som sjöngs i Finland (1819).
Traditionen att högtidlighålla den 30 november fortsatte i Uppsala av Allmänna Sången med fackeltåg och sång vid Skytteanum ända fram till 1983, och omnämns bland annat i en av Gunnar Wennerbergs Gluntar där Magistern och Glunten i I anledning av Magisterns och Gluntens första bekantskap möts första gången just den 30 november 1837 då båda sjöng i basstämman när "Allmänna Sången gick marsch omkring torget".
Ursprunget till Narvamarschen är oklart. Abbé Vogler använde melodin i ett häfte klavermusik 1797 och i en pianoskola där den kallas ”Marsch nyttjad då Carl XII:e nalkades Narva”. Leonard Höijer gjorde 1875 en mindre utredning om marschens historia i tidskriften Förr och Nu, och lanserade där tanken att musiken kunde vara av skotskt ursprung. Andra källor anger melodin som irländsk.
I ett ettbladstryck från 1818 med noter för fyrstämmig manskör och Geijers text (sex strofer) har sången titeln ”Carl den XII:s Marsch vid Narva för 4 Röster” med underrubriken ”Afsjungen vid Åminnelsefesten af Studerande Ungdomen under Processionen till Kyrkan om aftonen d. 30 November 1818.” samt kommentaren ”Forte och Piano rättas noga efter poesin.” Musikforskaren Leif Jonsson anser att Geijer sannolikt skrev texten med melodin i åtanke. Om framförandet vid processionen i Uppsala skriver i ett brev Adolf Törneros: ”Chorn [kören] var ej mindre än 60 personer väl inöfvade, så att när man drog till med forte ryste det i alla.”

## Finland
Sången heter på finska "Narvan marssi" (Narvamarschen), och används som traditionell sorgmarsch vid statsbegravningar i Finland. Bland annat spelades den vid presidenterna Mannerheims, Kekkonens, Koivistos och Ahtisaaris begravningar.

## Övrigt
Melodin används sedan 1868 även inom ritualen i det lundensiska ordenssällskapet CC, då med en text skriven till sällskapets grundande av Frans August Sundberg. Den första raden i denna version lyder "Manen sinnet bort ifrån tingen".

## Inspelningar
Ett flertal inspelningar har gjorts bland annat av Allmänna Sången (1963), Orphei Drängar (1994), Polyteknikkojen Kuoro (1998), samt i en instrumental version av Helsingforsgarnisonens musikkår.